# Discocactus braunii

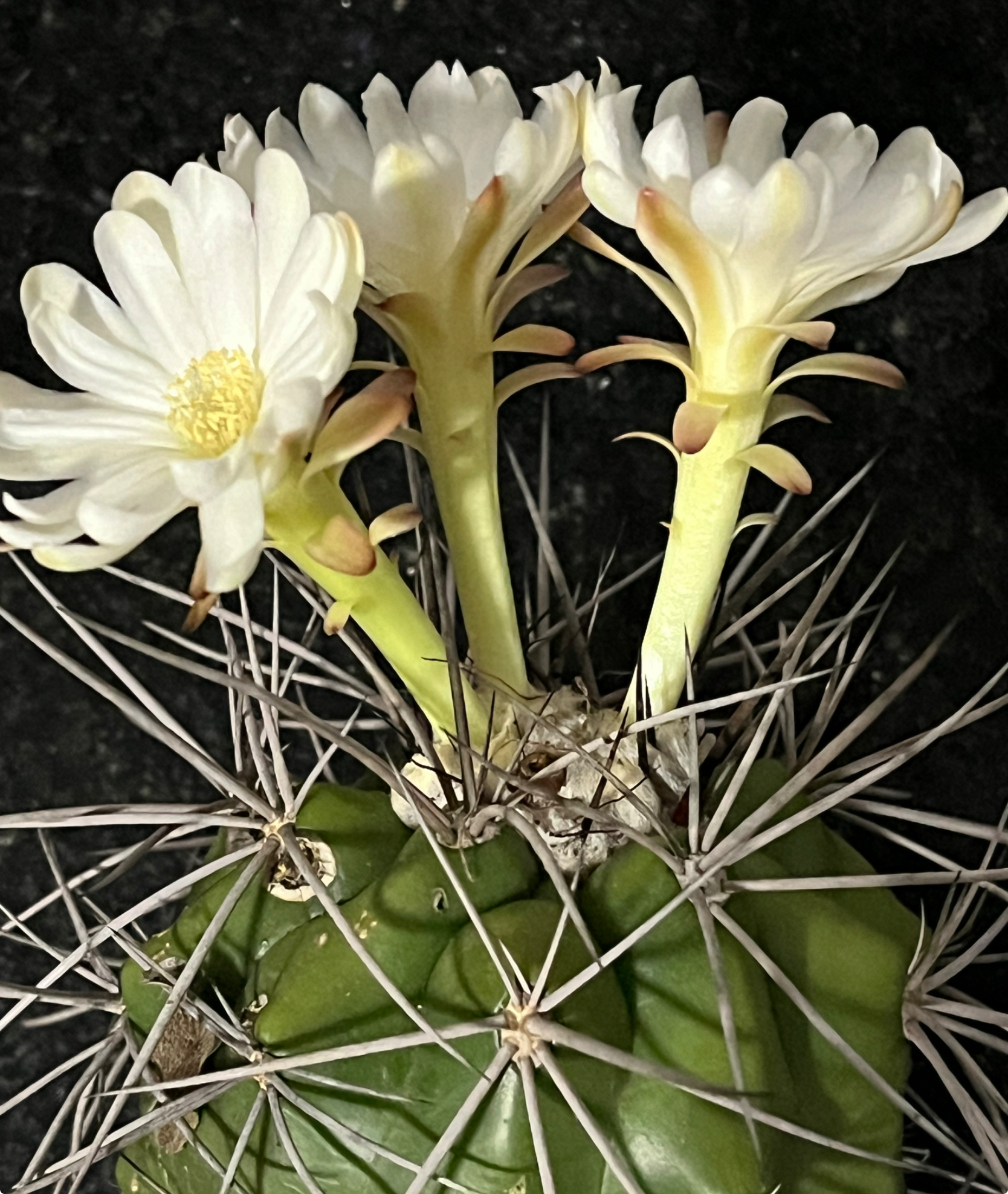
Discocactus braunii mit Blüten

Discocactus braunii ist eine Pflanzenart aus der Gattung Discocactus in der Familie der Kakteengewächse (Cactaceae). Das Artepitheton braunii ehrt den Entdecker Pierre Braun.

## Beschreibung
Discocactus braunii wächst lithophytisch, in Felsritzen wurzelnd, sprossend. Die Körper sind kugelförmig bis häufig umgekehrt birnenförmig, adulte Cephalienträger sind 4–10 Zentimeter hoch und
4–8 Zentimeter im Durchmesser. Nach unten hin sind die Körper deutlich schlanker. Die Epidermis ist grün bis hellgrün. 8–11 (–14) Rippen  verlaufen senkrecht nach unten, gewellt und gehöckert, mit 3–4 (–5)
Areolen besetzt. Dornen grau bis weißgrau, im Neutrieb unten rot, oben schwarz, in alle Richtungen starr und gerade abgespreizt, nadelartig dünn, einzelne Dornen zuweilen länger als der Sprossdurchmesser. 1–4 Mitteldornen, bis 80 Zentimeter lang, 1–2 Millimeter im Durchmesser. 7–9 Randdornen, alle gerade abgespreizt, nadelartig, 50–90 Millimeter lang. Cephalium klein, meist nackt, weißwollig, 10–20 Millimeter im Durchmesser, sehr selten mit gräulich beigen Borsten durchsetzt. Blütenknospe bei Austritt aus dem Cephalium keulenförmig, rotbraun bis hellbraun. Blüte 70–90 Millimeter lang, nackt, schlank röhrenförmig, zur Blütenkrone hin breit glockenförmig, nächtlich, duftend, Röhre schlank röhrenförmig, nackt, weiß mit 7–10 Schuppen,
braunrot angehaucht. 5–7 äußere Perianthblätter, weiß, außen bräunlich rot, spatelförmig. 22–25 innere Perianthblätter. Griffel weiß, mit weißen Narbenästen, Staubfäden weiß, aufrecht, Antheren hellgelb, 1 mm lang. Frucht langgestreckt
keulenförmig, nackt, glänzend, im oberen Bereich pink, rosa,
nach unten hin eher weiß, bis 26 Millimeter lang. Samen schwarz, kugel- bis helmförmig.

## Verbreitung, Systematik und Gefährdung
Discocactus braunii  wurde am 16. Dezember 2024 im brasilianischen Bundesstaat Goiás an nur einer bislang bekannten, zudem sehr kleinen Stelle gefunden.
Die Erstbeschreibung erfolgte im Juni 2025 durch Zenilton de G. Miranda (Empresa Brasileira de Pesquisa Agropecuária (Embrapa), Brasilia), Thanh Van Nguyen (Universität Bonn) und Arne Seringer (Botanischer Garten Köln).
Discocactus braunii ist bislang von nur einem kleinen Habitat in geringer Individuenzahl bekannt und wird daher in Anlehnung an die Kriterien der Roten Liste gefährdeter Arten der IUCN als „critically endangered (CR)“, d. h. vom Aussterben bedroht eingestuft.

## Nachweise
- Miranda, Z.J.G., Nguyen, T.V. & Seringer, A. 2025: Ein attraktiver Neufund aus Goias, Zentralbrasilien: Discocactus braunii (Cactaceae). - Kakt. and. Sukk. 76(6): 165–172.